# Echo Valley
Echo Valley är en amerikansk thriller- och dramafilm som hade premiär den 13 juni 2025 på Apple TV+. Filmen är regisserad av Michael Pearce efter ett manus skrivet av Brad Ingelsby.

## Handling
Filmen handlar om Kate Garett som äger och tränar hästar i Echo Valley. Hon går igenom en personlig tragedi när hennes dotter Claire en dag dyker upp täckt av någon annans blod.

## Rollista (i urval)
- Julianne Moore – Kate Garrett
- Sydney Sweeney – Claire Garrett
- Domhnall Gleeson – Jackie
- Kyle MacLachlan – Richard Garrett
- Fiona Shaw – Jessie Oliver
- Edmund Donovan – Ryan
- Rebecca Creskoff